# دينيس سيزونينكو
دينيس سيزونينكو (مواليد 13 أبريل 1984) هو سبّاح أوكراني، مثّل بلاده في الألعاب الأولمبية الصيفية 2004.

## روابط خارجية
دينيس سيزونينكو على موقع الاتحاد الدولي للسباحة (الإنجليزية)
- دينيس سيزونينكو على موقع أوليمبيديا (الإنجليزية)